# 本塔德瓦尼奥斯
本塔德瓦尼奥斯，是西班牙卡斯蒂利亚-莱昂帕伦西亚省的一个市镇。 总面积14平方公里，总人口5982人（2001年），人口密度427人/平方公里。